# Alianza Apostólica Anticomunista
Alianza Apostólica Anticomunista (Apostlarnas Antikommunistiska Allians, AAA) var en högerextrem terroristgrupp, som började operera i Spanien i slutet av 1970-talet, efter Francos död. 
Gruppen är ansvarig för flera uppmärksammade terrordåd, däribland massakern på fem socialistiska advokater i Madrid. AAA tjänstgjorde som fasciströrelsen Fuerza Nuevas väpnade gren.
Fuerza Nueva (Nya styrkan) skapades 1976 av Blas Piñar, en ledande högerpolitiker under Francotiden. Flera medlemmar av partiet har fängslats för våldsdåd, däribland några aktivister i dödsskvadronen AAA. Fuerza Nueva lyckades dock inte vinna något bredare stöd från allmänheten. Efter valet 1982 ombildade Piñar partiet till Frente Nacional i hopp om att kunna attrahera nationaliströrelser. Piñar var även initiativtagare till ett försök att skapa en allians mellan europeiska fascistpartier, där bland annat italienska MSI och franska PFN ingick. 